# 庫沙普瓦

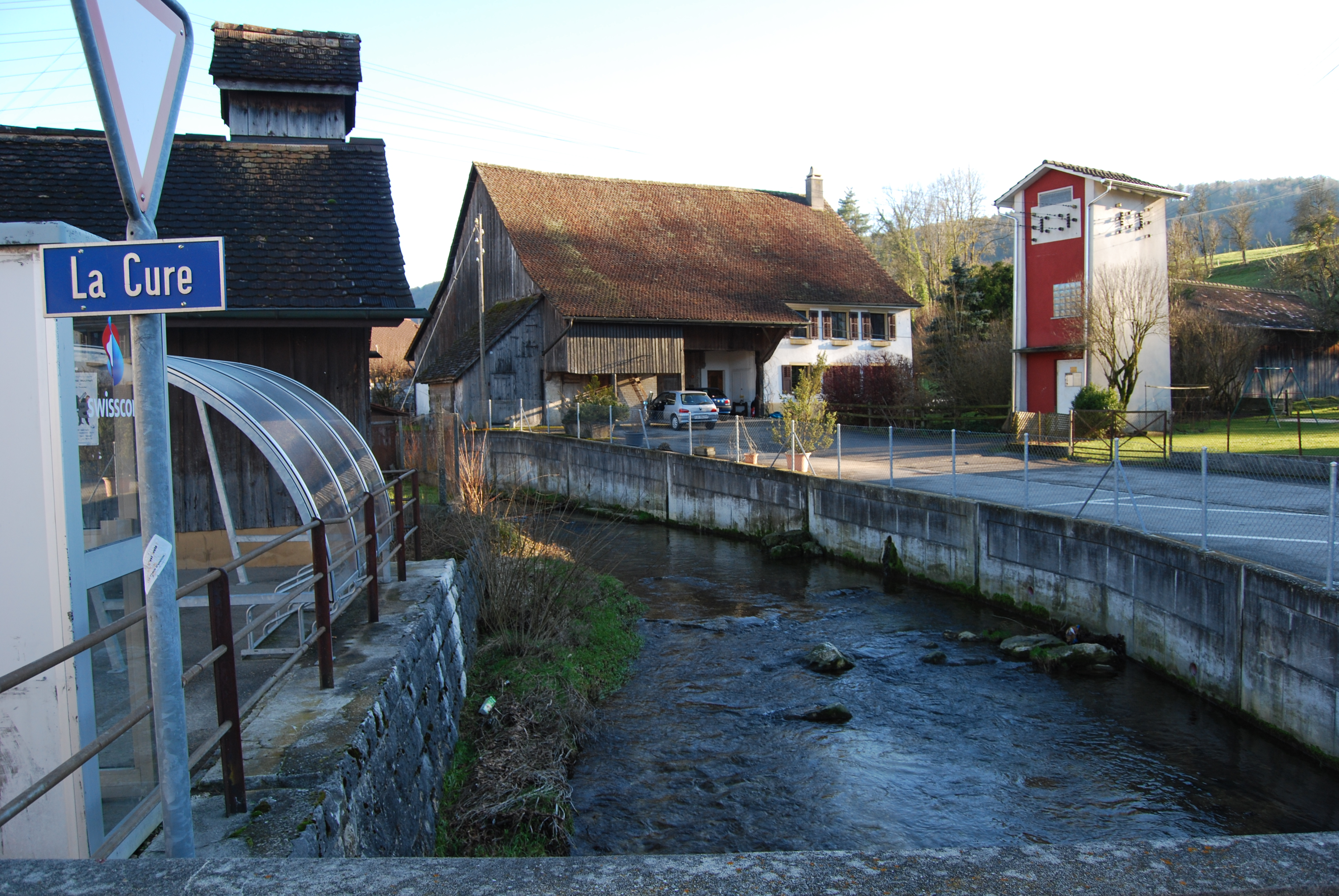

庫沙普瓦是瑞士的城鎮，位於該國西北部，由汝拉州負責管轄，面積6.39平方公里，海拔高度496米，2011年人口423，八成半人口信奉羅馬天主教，人口密度每平方公里66人。